# Баджідо
Баджідо (ဘကြီးတေ; 23 липня 1784 — 15 жовтня 1846) — 7-й хсінб'юм'яшин (володар) Бірми з династії Конбаун в 1819—1837 роках.

## Життєпис

### Молоді роки
Син спадкоємця тронц Тадо Мінсо, принца Шведаунга, та його зведеної сестри Мін К'є, принцеси Таунгдвіна. Народився 1784 року в столиці Амарапурі, отримавши ім'я Сейн й титул маунг. Невдовзі від діда Бодопайї отримав володіння Сікайн. 1793 року був призначений генералом Північного і Південного корпусів кінної гвардії.
1803 року одружився з 14-річною принцесою Синбьюме, своєю стриєчною сестрою. Молодий принц захоплювався виставами, театром, ловом слонів і гонками на човнах. 1808 року помирає його батько, післячого Сейн стає спадкоємцем трону. Також було дозволено успадкувати володіння свого батька Дабаїн і Шведаунг. Того ж року брав участь у війні з Сіамом, алежодним чином не проявив себе. 1812 року після смерті його дружини відпологів оженився ще5 разів.
1819 року після смерті діда успадкував владу під ім'ям Шрі Павара Сурія Дхармараджа Магараджадхіраджа (သီရိ တြိဘဝနာဒိတျ ပဝရပဏ္ဍိတ မဟာဓမ္မရာဇာဓိရာဇာ).

### Володарювання
Невдовзі звинуватив Марджит Сінґха, раджу Маніпура в тому, що він не був присутній на його коронації, наказавши повалити того. У жовтні 1819 року хсінб'юм'яшин відправив військо у складі 25 тис. піхоти і 3 тис. вершників під орудою Маха Бандулою, який повалив Мароджит сінґха.
1821 року спробував повстати Судінгфаа, володар Ассаму. Він найняв найманців з Бенгалії і почав зміцнювати армію, також почав будувати укріплення, щоб запобігти подальшому бірманському вторгненню. Лише у липні 1822 року вдалосяйого здолати. Монархію в Ассамі було скасовано, а територію перетворено на бірманську провінцію. Втім згідно з ассамських відомостей васальним правителем став Джогешвар Сінгха (його Баджідо призначив тут своїм намісником). Судінгфаа втік на британську територію Бенгалії. Британська Ост-Індська компанія проігнорувала вимоги Баджідо видати втікача, а замість цього направили підкріплення до прикордонних фортів.
У вересні Маха Бадула атакуваво. Шапурабіля Читатонга, що входив до сферу впливу БританськоїОст-Індської компанії. У 1824 році бірманська армія вторглася в князівство Качар, де влаштувався повалений раджа Маніпура. Тут панував його брат Чурджіт Сінґх. Раджа Качара і князь сусідньої Джайнтії (також окупованої бірманцями) визнали себе васалами Британської Ост-Індської компанії. У березні того ж року почалася перша англо-бірманська війна.
11 000 європейців і індійських солдатів під командуванням генерал-майора Арчібальда Кемпбела (Campbell) попливли вгору по Іраваді і взяли 11 травня 1824 року гавань Рангун і незабаром за тим низку інших населених місць; але сухопутні сили, які повинні були рушити вперед з Ассама, зазнавали неодноразових поразок від Мага Бандали
У квітні 1825 року загинув Маха бандула, що вважавсяодним з найкращим командувачів. Наприкінці 1825 року Баджідо був змушений почати мирні переговори. Підписаний в підсумку Яндабоський договір у лютому1826 року поклав початок перетворенню Бірми в британську колонію. Бірманці поступилися Ост-Індській компанії Араканом, Іе і Тенассерімом, повинні були визнати незалежність Маніпуру, Ассаму, Качару та інших дрібних володінь, сплатили їй 250 тисяч фунтів стерлінгів золотом, визнали за британцями важливі торговельні привілеї і пустити в Аву британського посланця.
Розорена війною країна була змушена виплачувати величезну контрибуцію. Виплата її першої половини в розмірі 5 мільйонів рупій призвела до вибуху масового невдоволення населення, нездатного винести збільшення податкового тягаря, а в найближчі роки було необхідно зібрати гроші на другу половину контрибуції. Конфлікти Великої Британії та Бірми з питання про терміни виплати контрибуції і з прикордонних проблем північного заходу країни викликали невдоволення англійських властей, які до кінця 1820-х років вирішили призначити свого офіційного представника при бірманському дворі в Аві. У 1826 році повсталі селяни взяли в облогу Янгон, і лише через рік, пославши на південь цілу армію, уряд зміг придушити повстання. 
В умовах експансії Великої Британії велика частина знаті Бірми на чолі з Баджідо перебували в розгубленості; багато хто вірив у випадковість поразки Бірми у війні, прислухалися до різних пророцтвам про швидке відродження країни, наївно вважали, що англійці самі повернуть їй Тенассерім і знищать резидентство. Інша частина столичної бюрократії і великих чиновників (на чолі з Май Ну — дружиною Баджідо — і її родичами) вважала, що найкращим способом для вирішення складної ситуації є вигнання англійського резидента та ізоляція Бірми від зовнішнього світу. Найбільш далекоглядні бірманські сановники групувалися навколо принца Тараваді; вони хотіли знати про становище в світі, цікавилися досягненнями європейської науки, розуміли необхідність змін в країні.
1830 року британці погодилися повернути Бірмі долину Кабау в князівстві Маніпур. У листопаді Баджідо сплатив решту контрибуції. Але до 1833 року стало ясно, що британці не мали наміру повертати жодну з територій. Напочатку 1830-хроків селянські бунти охопили центральну частин, один із селянських загонів напав на Амарапуру.
Розпочаті обмежені реформи викликали загострення протиріч в правлячому класі, що вилилися у відкритий конфлікт в 1837 році. Мінтаджі Маунг О, брат Мей Ні (головної дружини Баджідо), що позичив державі більшу частину грошей для виплат по контрибуції і фактично очолив регентську раду при хворому Баджідо, спробував захопити владу в країні, проте селянське населення Бірми і частина армії підтримала принца Тараваді. 9 квітня 1837 року він оголосив про повалення Баджідо.

### Останні роки
Маунг О й Мей Ні були страчені за наказом Тараваді. Баджідо перебував під домашним арештом до самої смерті. Решту життя був відлюдкуватим, перебував у депресії. Помер 1846 року.